# Kana Muramoto
Kana Muramoto (村元 哉中) (* 3. März 1993 in Akashi) ist eine japanische Eiskunstläuferin, die im Eistanz antritt. Mit ihrem früheren Partner Chris Reed vertrat sie Japan bei den Olympischen Winterspielen 2018. Von 2020 bis 2023 trat sie mit Daisuke Takahashi an.

## Sportliche Karriere

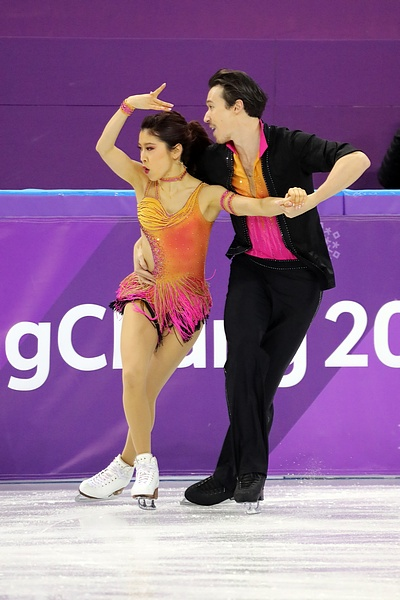
Muramoto und Reed bei den Olympischen Winterspielen 2018

Kana Muramoto begann 1998 mit dem Eiskunstlauf. Sie trat zunächst als Einzelläuferin an, bevor sie zum Eistanz wechselte. Mit ihrem ersten Eistanzpartner Hiroichi Noguchi nahm sie an ihrem ersten Wettbewerb der Erwachsenen teil. Sie erreichten bei den Japanischen Meisterschaften den 3. Platz. Mit Chris Reed gewann sie drei Goldmedaillen bei den Japanischen Meisterschaften sowie eine Bronzemedaille bei den Vier-Kontinente-Meisterschaften.
Ab der Saison 2020/21 trat sie mit dem früheren erfolgreichen Einzelläufer Daisuke Takahashi an. Sie gewannen zwei Silbermedaillen bei den Japanischen Meisterschaften sowie die Silbermedaille bei den Vier-Kontinente-Meisterschaften 2022. Muramoto und Takahashi vertraten Japan bei den Eiskunstlauf-Weltmeisterschaften 2022 und belegten dort den 16. Platz. In der Saison 2022/23 erhielten sie zwei Einladungen in Grand-Prix-Wettbewerbe, in denen sie jeweils den 6. Platz erreichten. Bei den Japanischen Meisterschaften im Dezember 2022 konnten sich Muramoto/Takahashi erstmals gegen das Paar Komatsubara/Koleto durchsetzen und die Goldmedaille gewinnen. Sie vertraten Japan sowohl bei den Vier-Kontinente-Meisterschaften als auch bei den Weltmeisterschaften 2023, wo sie den 9. bzw. 11. Platz erreichten. Bei der World Team Trophy 2023 gewannen sie mit dem japanischen Team die Bronzemedaille.
Im Mai 2023 gab das Paar seinen gemeinsamen Rückzug vom Wettbewerb bekannt. Daisuke Takahashi erklärte, er könne seine langwierige Knieverletzung nicht weiter strapazieren und sehe daher keine Möglichkeit, sich sportlich weiterzuentwickeln. Kana Muramoto sagte, sie wolle nicht mit einem neuen Partner im Wettbewerb bleiben, denn sie könne sich keinen besseren Partner als Takahashi vorstellen und wolle daher lieber mit ihm eine professionelle Showkarriere verfolgen.

## Ergebnisse

### Im Eistanzen mit Daisuke Takahashi
| Meisterschaft/Saison            | 20/21 | 21/22 | 22/23 |
| ------------------------------- | ----- | ----- | ----- |
| Weltmeisterschaften             |       | 16.   | 11.   |
| Vier-Kontinente-Meisterschaften |       | 2.    | 9.    |
| Japanische Meisterschaften      | 2.    | 2.    | 1.    |
| Grand-Prix-Wettbewerb           | 20/21 | 21/22 | 22/23 |
| NHK Trophy                      | 3.    | 6.    | 6.    |
| Skate America                   |       |       | 6.    |
| Challenger-Wettbewerb           | 20/21 | 21/22 | 22/23 |
| Denis Ten Memorial Challenge    |       |       | 1.    |
| Warsaw Cup                      |       | 2.    |       |

### Im Eistanzen mit Chris Reed
| Meisterschaft/Saison                                                     | 15/16 | 16/17         | 17/18         | 18/19 |
| ------------------------------------------------------------------------ | ----- | ------------- | ------------- | ----- |
| Olympische Winterspiele                                                  |       |               | 15.           |       |
| Weltmeisterschaften                                                      | 15.   | 23.           | 11.           |       |
| Four Continents                                                          | 7.    | 9.            | 3.            |       |
| Japanische Meisterschaften                                               | 1.    | 1.            | 1.            |       |
| Grand-Prix-Wettbewerb+Sonstige/Saison                                    | 15/16 | 16/17         | 17/18         | 18/19 |
| NHK Trophy                                                               | 7.    | Z             | 9.            | Z     |
| Skate America                                                            |       | 8.            | 7.            |       |
| Nebelhorn Trophy                                                         |       |               | 2.            |       |
| U.S. Classic                                                             |       | 2.            | 3.            |       |
| Asian Games                                                              |       | 2.            |               |       |
| Toruń Cup                                                                | 2.    | 3.            |               |       |
| Teamwettbewerb/Saison                                                    | 15/16 | 16/17         | 17/18         | 18/19 |
| Olympische Winterspiele                                                  |       |               | 5. (T) 5. (P) |       |
| World Team Trophy                                                        |       | 1. (T) 5. (P) |               |       |
| Z = Teilnahme zurückgezogen; T = Teamergebnis; P = persönliches Ergebnis |       |               |               |       |

### Im Eistanzen mit Hiroichi Noguchi
| Wettbewerb/Saison          | 14/15 |
| -------------------------- | ----- |
| Tallinn Trophy             | 4.    |
| Japanische Meisterschaften | 3.    |